# Gabriela Wąs
Gabriela Barbara Wąs – polska historyk, dr hab. nauk humanistycznych, profesor nadzwyczajny Instytutu Historycznego Wydziału Nauk Historycznych i Pedagogicznych Uniwersytetu Wrocławskiego.

## Życiorys
15 lutego 1995 obroniła pracę doktorską Klasztory franciszkańskie w miastach śląskich i łużyckich w XIII-XVI w., 24 listopada 2005 habilitowała się na podstawie pracy zatytułowanej Kaspar von Schwenckfeld. Myśl i działalność do 1534 r. 27 marca 2014 nadano jej tytuł profesora w zakresie nauk humanistycznych.
Piastuje stanowisko profesora nadzwyczajnego w Instytucie Historycznym na Wydziale Nauk Historycznych i Pedagogicznych Uniwersytetu Wrocławskiego.